# Капане ди Колеђаконе (Перуђа)
Капане ди Колеђаконе је насеље у Италији у округу Перуђа, региону Умбрија.
Према процени из 2011. у насељу је живело 9 становника. Насеље се налази на надморској висини од 955 м.